# Georges-Firmin Singha
Monseigneur Georges-Firmin Singha (23 mai 1925 – 18 août 1993) est un prélat catholique de la République du Congo. Il est évêque du diocèse de Pointe-Noire, dans le département du Kouilou, de 1975 à 1993.

## Biographie
Georges-Firmin Singha encore appelé Mwéné Pélé (Grand prêtre), est né le 23 mai 1925 à Saint Benoit, devenu plus tard Boundji dans le département de la Cuvette.
En 1942, il entre au séminaire Mbamou et est ordonné prêtre le 7 octobre 1956 à Fort-Rousset. Administrateur apostolique du diocèse de Fort-Rousset en 1970, il est sacré évêque de ce même diocèse le 6 août 1972.
À la suite des problèmes de santé de Godefroy Emile Mpwati, il devient évêque du diocèse de Pointe-Noire le 1er septembre 1988. Il est remplacé dans le diocèse d'Owando par Monseigneur Ernest Kombo.
Il est mort le 18 août 1993 à Pointe-Noire. Contrairement à ce que prévoit la législation de l'Église catholique, il a été inhumé à Boundji sa ville natale plutôt qu'à Pointe-Noire dans sa cathédrale.

## Hommages
Le grand séminaire de philosophie de Kinsoundi porte le nom de Monseigneur Georges-Firmin Singha.